# Bułgaria na Mistrzostwach Świata w Lekkoatletyce 2011
Bułgaria na Mistrzostwach Świata w Lekkoatletyce 2011 – reprezentacja Bułgarii podczas czempionatu w Daegu liczyła 7 zawodników.

## Występy reprezentantów Bułgarii

### Mężczyźni

#### Konkurencje techniczne
| Konkurencja | Zawodnik     | Eliminacje | Eliminacje | Finał    | Finał   |
| Konkurencja | Zawodnik     | Rezultat   | Pozycja    | Rezultat | Pozycja |
| ----------- | ------------ | ---------- | ---------- | -------- | ------- |
| Skok wzwyż  | Wiktor Ninow | 2,28 m     | 18         |          |         |

### Kobiety

#### Konkurencje biegowe
| Konkurencja                | Zawodniczka      | Runda 1  | Runda 1 | Runda 2    | Runda 2 | Półfinał | Półfinał | Finał    | Finał   |
| Konkurencja                | Zawodniczka      | Rezultat | Pozycja | Rezultat   | Pozycja | Rezultat | Pozycja  | Rezultat | Pozycja |
| -------------------------- | ---------------- | -------- | ------- | ---------- | ------- | -------- | -------- | -------- | ------- |
| Bieg na 100 m              | Iwet Łałowa      |          |         | 11,10      | 1 Q     | 11,23    | 6 q      | 11,27    | 7       |
| Bieg na 100 m              | Inna Eftimowa    |          |         | 11,36      | 23      |          |          |          |         |
| Bieg na 200 m              | Iwet Łałowa      |          |         | 22,62 (SB) | 2 Q     | 23,03    | 13       |          |         |
| Bieg na 400 m przez płotki | Wania Stambołowa |          |         | 55,29      | 8 Q     | 54,72    | 3 Q      | 54,23    | 6       |

#### Konkurencje techniczne
| Konkurencja    | Zawodniczka             | Eliminacje | Eliminacje | Finał    | Finał   |
| Konkurencja    | Zawodniczka             | Rezultat   | Pozycja    | Rezultat | Pozycja |
| -------------- | ----------------------- | ---------- | ---------- | -------- | ------- |
| Skok wzwyż     | Wenelina Wenewa-Mateewa | 1,89 m     | 21         |          |         |
| Trójskok       | Adriana Banowa          | 13,66 m    | 26         |          |         |
| Pchnięcie kulą | Radosława Mawrodiewa    | 15,76 m    | 25         |          |         |